# 대한교육회
대한교육회(大韓敎育會)는 1919년 10월 15일 상해에서 조직되었던 교육단체로 구별을 위해 상해대한교육회(上海大韓敎育會)라고 부르기도 한다. 1919년 3·1운동 직후 독립운동가들이 상해로 망명하여 대한민국임시정부를 수립할 때에 독립운동가들이 상해로 모여들자 이들 자녀교육을 목적으로 문사(文士)·교육가들이 조직하였다.

## 구성
대한교육회의 임원 구성은 회장에 박은식(朴殷植), 서무 김정목(金鼎穆)·옥관빈(玉觀彬)·김태연(金泰淵)·손정도(孫貞道)·정인과(鄭仁果), 편집 김두봉(金枓奉)·이광수(李光洙)·최창식(崔昌植)·이한식(李漢植, 일명 漢根)이었다.

## 활동
1919년 3ㆍ1독립운동이 발발하자 박은식은 민족의 독립은 시기문제만 남았을 뿐 확실한 사실이라고 확신하고, 1894년 갑신이래의 항일운동의 사실을 모아 3ㆍ1독립운동을 중심으로 민족독립운동사를 기고하고 임정에 참여하게 되었다.
이 무렵 서울에서는 1919년 4월 23일에 소집된 국민대회의 「한성정부」에서 그를 평정관에 선임하였으며, 상해임시정부에서는 기관지인 「독립신문」의 사장에 임명하여 민족언론을 주도하도록 한다. 뿐만 아니라 1919년 10월 15일 박은식은 국민교육의 연구장려와 유학생파견 및 지도를 목적으로 하는 대한교육회(大韓敎育會)를 상해에서 조직하여 회장 겸 편집부원으로 활약하였다.